# توم فلوود
توم فلوود (بالإنجليزية: Tom Flood)‏ (17 مايو 1955، سيدني في أستراليا)؛ روائي أسترالي.